# Richard Lane (Schriftsteller)
Richard Lane (* 18. Januar 1918 in Coogee, Sydney, Australien; † 20. Februar 2008 in Sydney, Australien) war ein australischer Schriftsteller und Drehbuchautor. Bekannt wurde er durch seine Umsetzungen von Filmen und Bühnenstücken in Hörspiele. Er wird oft als Vater des australischen Hörspiels bezeichnet und war mehr als 60 Jahre in seinem Metier tätig. Mit seinem Engagement hat er aber auch verschiedene Ziele der Australian Writers’ Guild, eines Verbandes australischer Drehbuchautoren, vorangetrieben. Lane schrieb auch für das Fernsehen und wurde nach seinem Tode als luminary of the Australian radio and television industries. (deutsch: Leuchtturm der australischen Radio- und Fernsehindustrie) bezeichnet.

## Leben
Richard Lane wurde in dem am Meer gelegenen Vorort Coogee von Sydney geboren. Er besuchte in dem nördlich gelegenen Vorort Wahroonga die Knox Grammar School, an der er sich im Sport und als Redakteur der Schulzeitung hervortat („he excelled as an athlete and edited the school magazine“).
Lane war mehrfach verheiratet, zuletzt mit der australischen Schauspielerin Lynne Murphy.

## Werk
Bereits als Schüler veröffentlichte Lane seine erste Kurzgeschichte, in der Folgezeit wurden seine Geschichten in verschiedenen Zeitschriften abgedruckt. Seine Berufung fand er jedoch im noch neuen Hörspiel, sein erstes Stück war No Escape.
Schon mit 21 Jahren waren einige seiner Stücke von der Australian Broadcasting Commission (ABC) produziert und gesendet worden, er galt als ein viel versprechendes Talent.
Für den Radiosender 2GB in Sydney, der die meisten Hörspiele in Australien produziert, wurde er einer der wesentlichen Autoren. Er setzte Bühnenstücke in einstündige Hörfunksendungen und Kurzgeschichten in Hörfunkserien um. Die Serie Dr Paul, die lange im Programm war, stammte aus seiner Feder.
In seinen frühen Hörspielen standen Schauspieler wie Peter Finch am Mikrofon.
1949 war er als einer der wichtigsten australischen Autoren anerkannt . Er entschied sich, ab diesem Zeitpunkt freiberuflich tätig zu sein und die Hörspiele nicht nur zu schreiben, sondern auch Regie zu führen. Mit dem Aufkommen des Fernsehens in Australien im Jahr 1956 begann er auch für dieses neue Medium zu arbeiten. Die erste in Australien produzierte Serie Autumn Affair wurde von ihm verfasst. Auch klassische Stoffe, wie etwa Ibsens Hedda Gabler setzte er für das Fernsehen um, aus Jon Clearys You can't see 'round corners entstand eine Serie.
Lane zog nach Melbourne und setzte seine Tätigkeit für das Fernsehen fort, er schrieb die Fernsehserien Bellbird, Homicide, The Sullivans und Carson's Law. Darüber hinaus arbeitete er weiter für das Radio. Für seine Arbeit wurde er viermal mit dem Australian Writers Guild (AWGIE) Award ausgezeichnet.
Später verfasste er auch unter dem Titel The Golden Age of Australian Radio Drama zwei Bücher über die Geschichte des Hörspiels in Australien. Diese beiden Bände liefern einen zusammenfassenden Überblick über die beteiligten Hörspielsprecher, Autoren, Produzenten und Regisseure, die zu dem Zeitpunkt, als Australien weltweit die meisten Hörspiele produzierte , an deren Entstehung beteiligt waren,
Neben seiner Tätigkeit als Autor hat sich Lane auch für die Australian Writers Guild eingesetzt, zu deren Gründungsmitgliedern er im Jahre 1962 gehörte. Er war von 1962 bis 1964 Vizepräsident und von 1964 bis 1968 der dritte Präsident dieser Institution . Er gehörte zu den Mitinitiatoren für die Gründung von Landesverbänden und setzte sich für eine Quote australischer Produktionen bei den Sendern ein. Auch die AWGIE Awards für die Drehbuchautoren und die Gründung der Australian Film and Television School gehen auf ihn zurück. Darüber hinaus bemühte er sich nach dem Vorbild britischer Verträge um eine für die Aufträge zwischen allen Autoren und Produktionsgesellschaften landesweit gültige und einheitliche Vertragsgestaltung. Mit den meisten Gesellschaften konnte darüber schnell Einigkeit erzielt werden, unterschiedliche Auffassungen bestanden zunächst mit der ABC, die diesen Standardvertrag aber letztendlich doch zu Beginn der 1970er Jahre akzeptierte.
1988 verlieh die AWG ihm einen Ehrenpreis für seine Verdienste um den Verband. Dieser Ehrenpreis, der jetzt als Richard Lane Award bezeichnet wird, wird mittlerweile jährlich an ein Verbandsmitglied für „erwiesene Verdienste um die AWG“ verliehen.

## Auszeichnungen
- 1968: AWGIE (Australian Writers Guild) Award: Hauptpreis für die Umsetzung der Fernsehserie You Can’t See 'Round Corners
- 1975: AWGIE Award: für eine Folge von Bellbird
- 1977: AWGIE Award: für eine Folge von Bellbird
- 1985: AWGIE Award: für die gelungene Hörspielumsetzung von Great Expectations
- 1988: AWGIE Award (später als The Richard Lane Award bezeichnet): für erwiesene Verdienste um den Verband
- 1996: ASRA (Australasian Sound Recording Association) Award: für seine Verdienste um die Entwicklung des Hörspiels in Australien